# Elias Eskildsen Naur
Elias Eskildsen Naur, född 17 februari 1650, död 6 maj 1728, var en dansk professor, teolog och lärare vid gymnasiet i Odense, rektor där 1687-1694. Han var även psalmförfattare och finns representerad i danska Psalmebog for Kirke og Hjem.